# Nihonogomphus shaowuensis
Nihonogomphus shaowuensis är en trollsländeart som beskrevs av Chao 1954. Nihonogomphus shaowuensis ingår i släktet Nihonogomphus och familjen flodtrollsländor. IUCN kategoriserar arten globalt som otillräckligt studerad. Inga underarter finns listade i Catalogue of Life.